# Trichobaptria exsecuta
Trichobaptria exsecuta là một loài bướm đêm trong họ Geometridae.